# David McCormack
David Liam McCormack (Brisbane, 25 ottobre 1968) è un cantautore, compositore e doppiatore australiano.
È conosciuto per essere il frontman del gruppo rock australiano Custard e per aver doppiato il personaggio di Bandit Heeler nella serie animata per bambini Bluey.

## Biografia

### Gli inizi
David McCormack è cresciuto nel quartiere di Kenmore, a Brisbane, e ha frequentato la Ipswich Grammar School.
Iniziò la sua carriera musicale come cantante e chitarrista nel 1986, nel gruppo rock blues Who's Gerald?, di cui facevano parte anche Paul Medew come bassista, Glen Donald come tastierista e Cathy Atthow come batterista. Nello stesso anno pubblicarono una cassetta, Who's Gerald's Greatest Hits. Nel marzo 1988 pubblicarono il singolo Wrestle Wrestle, che comprendeva il brano Pins and Needles il quale fu inserito nella compilation Youngblood di quell'anno. Sempre nel 1988, Atthow, McCormack e Medew formarono per un breve periodo gli Automatic Graphic con Scott Younger.

### Custard
Nel 1989, McCormack e Medew formarono i Custard Gun con Shane Brunn alla batteria, sostituito più tardi da Glenn Thompson, e James Straker alla chitarra, sostituito un anno dopo da Matthew Strong. All'inizio del 1990, la band cambiò nome e divenne semplicemente Custard.
Tra il 1989 e il 1999 i Custard pubblicarono cinque album in studio: Buttercup/Bedford, Wahooti Fandango, Wisenheimer, We Have the Technology e Loverama, da cui vennero estratti vari EP e singoli. Nel 1999, il singolo Girls Like That (Don't Go For Guys Like Us), estratto da Loverama, divenne il loro brano di maggior successo, arrivando al 52º posto nella ARIA Singles Chart. Il video musicale, diretto da Andrew Lancaster, vinse l'ARIA Music Award come miglior video musicale dell'anno.
Alla fine del 1999 la band si sciolse. Dopo lo scioglimento, fu pubblicata una compilation dei più grandi successi intitolata Goodbye Cruel World.

### Collaborazioni con altre band
Durante gli anni '90, McCormack collaborò con varie band e artisti emergenti.
Nel 1993, collaborò con Robert Forster nel suo secondo album da solista, Calling from a Country Phone. Nel 1995 collaborò con la band Frank 'n' Stein, di cui faceva parte suo fratello Dylan, e tra il 1995 e il 1998 con i Miami. Nel 2006 collaborò con la band COW nel singolo The Chicken Dance. Inoltre, McCormack collaborò con la band Computor.

### Carriera da solista
Nel 2000 McCormack formò i Titanics con la giornalista di The Australian Emma Tom, l'ex-batterista dei Custard Glenn Thompson e la regista Tina Havelock Stevens. I Titanics pubblicarono due album, Size Is not Everything e Love Is The Devil. Il complesso si sciolse un anno più tardi, nel 2001.
Dopo lo scioglimento dei Titanics, McCormack iniziò una collaborazione con i The Polaroids, che divennero la sua band di supporto. Insieme pubblicarono due album, Candy (2002) e The Truth About Love (2004). Dopodiché, decise di proseguire la sua carriera da solista, pubblicando nel 2005 un CD di jingle elettronici chiamato The Matterhorn.
Nel novembre 2006, McCormack formò una band per un concerto-tributo al Tivoli di Brisbane in onore di Grant McLennan, ex-membro dei The Go-Betweens. All'inizio del 2007, da tale concerto fu tratto e pubblicato un album-tributo alla band, chiamato Write Your Adventures Down. Ha anche registrato una cover di Streets of Your Town per il film All My Friends Are Leaving Brisbane.
Nell'ottobre 2009, McCormack pubblicò il suo secondo album da solista, intitolato Little Murders.
Nonostante la riunione dei Custard, McCormack ha comunque deciso di portare avanti una carriera da solista: a fine 2023 pubblica un singolo contenenti le tracce Fairytale of New York e una cover acustica della canzone Girls Like That (Don't  Go for Guys Like Us).
A febbraio 2024, McCormack partecipa a un concerto di riunione con i The Polaroids, e a marzo dello stesso anno annuncia l'arrivo di un EP insieme alla band, intitolato Get Old.

### Riunione dei Custard
Il 10 dicembre 2009 come parte dei festeggiamenti per il 150º anniversario della nascita dello stato australiano del Queensland, i Custard si riunirono per un concerto, nella stessa formazione del 1999.
In seguito a questo concerto la band riprese la sua attività, ricominciando a pubblicare album e a tenere concerti. Nel novembre 2015 pubblicarono il loro sesto album in studio e il primo dalla riunione, intitolato Come Back, All Is Forgiven. Nel 2017 pubblicarono The Common Touch e nel 2020 pubblicarono Respect All Lifeforms, da cui fu estratto il singolo Funky Again.